# Перешифровка
Перешифровка — в криптографии применение процедуры шифрования к уже зашифрованному, обычно другим способом, тексту.
Для примера, возможно сначала зашифровать текст с помощью кодовой книги, получив читабельный, но относительно бессмысленный текст. После чего с помощью моно- или полиалфавитного шифра превратить текст в нечитаемый набор знаков. Вторая операция и будет называться перешифровкой.
В современной криптографии перешифровка не используется напрямую, однако возможна при использовании нескольких вложенных протоколов передачи информации, например посылка зашифрованного электронного письма через веб-интерфейс по протоколу HTTPS при использовании корпоративного почтового сервера, доступного через VPN-туннель или SSH-туннель.